# Клодия Пулхра
Клодия Пулхра (на латински: Clodia Pulchra; * ок. 145 г.) е знатна римлянка от 2 век.

## Биография
Дъщеря е на Апий Клавдий Пулхер (* 120 г., суфектконсул 2 век) и Секстия (* 120), дъщеря на Вибия и Тит Секстий Африкан (суфектконсул 59 г.). Сестра е на Апия Ветурия Аврелия Коецива Сабинила (Appia Veturia Aurelia Coeciva Sabinilla; * 150), която е съпруга на Гай Октавий Светрий Прокул.
Омъжва се за Марк Пупиен Максим (* 140, римски сенатор). Около 167 г. тя ражда Марк Клодий Пупиен Максим, по-късният император Пупиен (238 г.).